# Hur är det att möta den uppståndne mästarn
Hur är det att möta den uppståndne mästarn är en psalm vars text är skriven av Hans Anker Jørgensen och översatt till svenska av Ylva Eggehorn. Musiken är skriven av Bernhard Christensen. 

## Publicerad som
- Nr 871 i Psalmer i 2000-talet under rubriken "Jesus Kristus - människors räddning".